# Farqua
Farqua là một chi nhện trong họ Oonopidae.